# Долинки-Краковске (ландшафтный парк)
Ландшафтный парк «Доли́нки-Крако́вске» (пол. Park Krajobrazowy "Dolinki Krakowskie") — природоохранная зона, ландшафтный парк в Малопольском воеводстве, Польша. Входит в систему так называемых «Юрайских ландшафтных парков».

## География
Парк занимает часть территорий сельских гмин Велька-Весь, Забежув, Зелёнки, Ежмановице-Пшегиня, Кшешовице, Михаловице Краковского повята, сельской гмины Олькуш и городской гмины Буковно Олькушского повята и сельской гмины Тшебиня Хшанувского повята.
Площадь парка составляет 206 861 км². Характерной чертой парка является наличие многочисленных ущелий на Олькушской возвышенности, входящей в систему Краковско-Ченстоховской возвышенности.

## Объекты природы
На территории ландшафтного парка находятся различные объекты природы:
- Памятник природы «Болеховицкая долина»;
- Кобылянская долина со скалами Дзвон, Окрент, Зяздова-Турня, Бодзё и Взгуже-Думань.
- Бендковская долина
- Долина Шклярки.
- Долина Элиашувки с монастырём босых кармелитов в деревне Черна.
- Долина Чубрувки.
- Долина Дзвонек.
- Долина Каменец.

Заповедники
- «Долина-Ключводы», находящийся на территории одноимённой долины.
- «Вонвуз-Болеховицкий»
- «Долина-Шклярки»
- «Долина-Рацлавки»;
- «Долина-Элиашувки».